# Onfale (Gérôme)
Onfale (Omphale) è una scultura in marmo dell’artista francese Jean-Léon Gérôme, realizzata tra il 1886 e il 1887 ed oggi conservata nel museo Georges-Garret, a Vesoul. Uno schizzo a matita dell'opera è conservato al museo d'arte di Dallas, negli Stati Uniti d'America.

## Storia

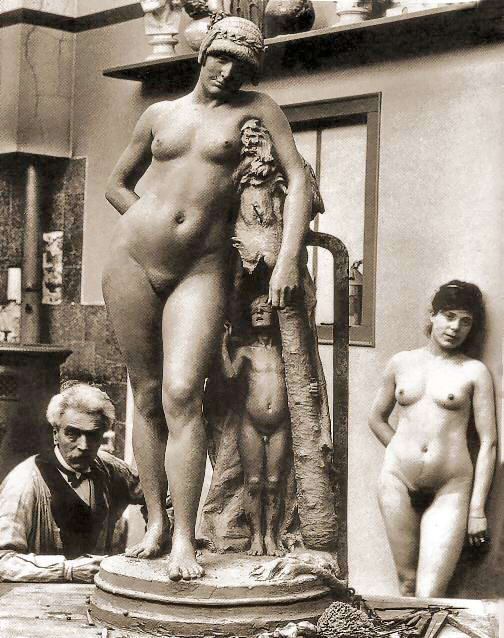
Una fotografia del 1886 raffigurante Gérôme nel suo studio con un bozzetto della statua e la modella.

La statua venne scolpita tra il 1886 e il 1887 e venne esposta al Salon di quell'anno, dove alcuni critici la contrapposero alla Diana di Alexandre Falguière (che era esposta nella stessa galleria) e la definirono "arcaica".
Probabilmente Jean-Léon Gérôme prese come modella per quest’opera Emma Dupont, la quale aveva già posato per altre opere dell'artista, soprattutto nudi artistici. L'anno prima l'artista aveva realizzato un dipinto, intitolato La fine della seduta, che lo ritraeva nel suo studio assieme ad una versione in argilla dell'opera, la quale veniva coperta con un telo dalla modella a compito finito. Anche alcune fotografie del 1886 attribuite a Louis Bonnard ritraggono Gérôme nel proprio atelier assieme al bozzetto in argilla e ad Emma Dupont nuda.

## Descrizione

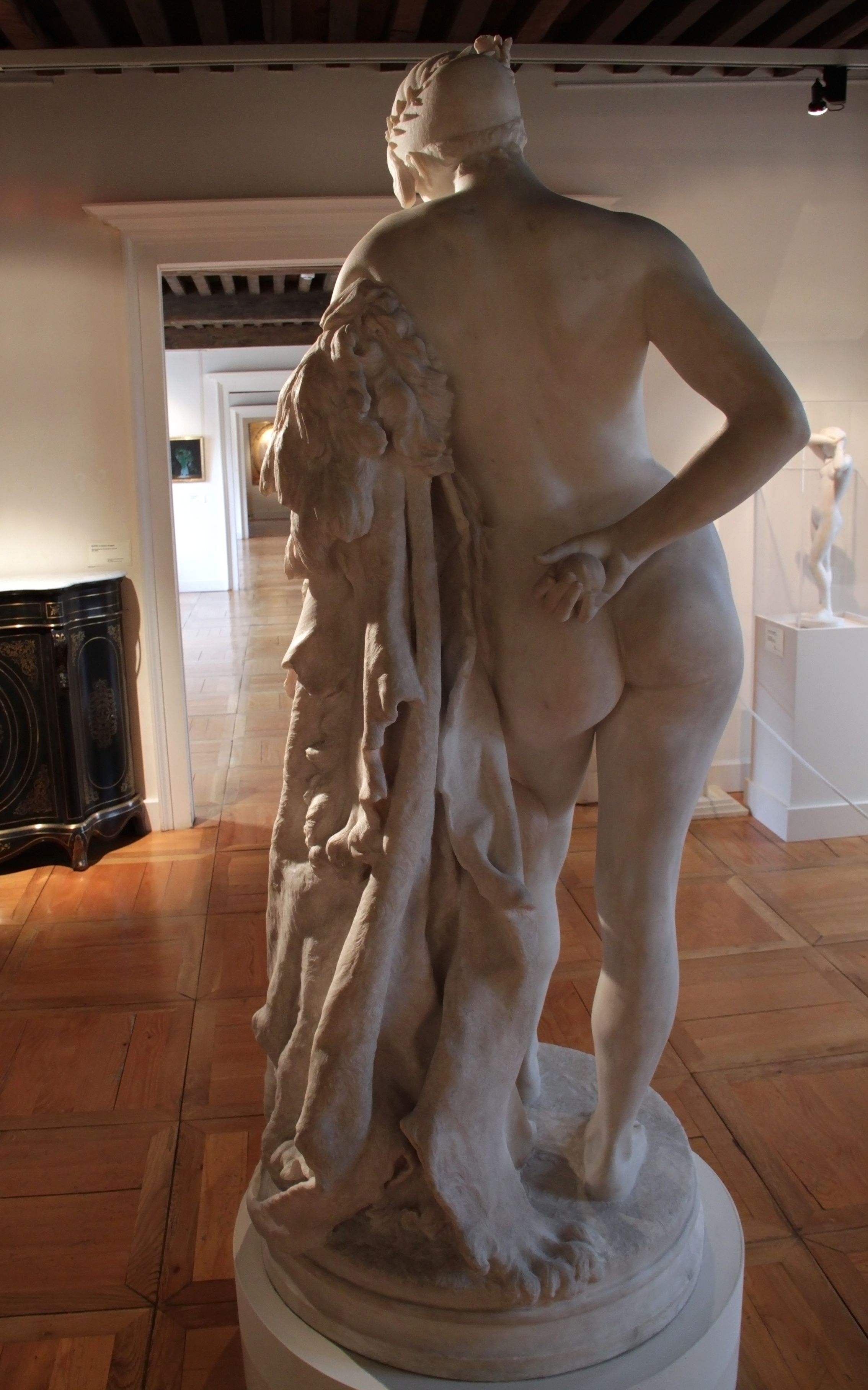
Vista posteriore.

La statua rappresenta Onfale, una regina della Lidia nella mitologia greca, la quale ebbe Eracle come servo per un anno in quanto questo aveva ucciso un suo amico e perciò venne punito dagli dèi. Eracle era costretto ad occuparsi di compiti allora riservati alle donne, come filare, mentre Onfale si vestiva della pelle del leone di Nemea e brandiva la sua clava.
La posa della scultura riprende chiaramente l'Ercole in riposo o Ercole Farnese, una statua greca del periodo ellenistico realizzata dallo scultore Lisippo e oggi nota attraverso una copia in marmo scolpita nel III secolo d.C. da Glicone di Atene. Fin dal Rinascimento Onfale era stata dipinta prendendo come modello di riferimento l'Ercole Farnese, come in un quadro del 1606 di Peter Paul Rubens che Gérôme stesso potrebbe aver visto al museo del Louvre.
Onfale, che come l'Ercole Farnese è in stato di nudità, si appoggia alla clava di Eracle, accanto alla quale si trova anche un bambino bendato. La pelle del leone nemeo parte dalla sommità della clava e scende fino a toccare il suolo. Sul capo ella porta una ghirlanda di foglie di mirto mentre nella mano destra regge un pomo. Il corpo mascolino da una sensazione di vigore agile, mentre la testa che pende leggermente da un lato da alla donna un'espressione pacificamente dominatrice.